# Мірдза Кемпе
Мірдза Кемпе (1907—1974) — латиська поетеса і перекладачка.
Твір «Два сонети Долорес Ібаррурі» у перекладі українською Дмитра Павличка увійшов до його збікки «Сонети» (1978). Стор. 209—210.